# Albatros L 75

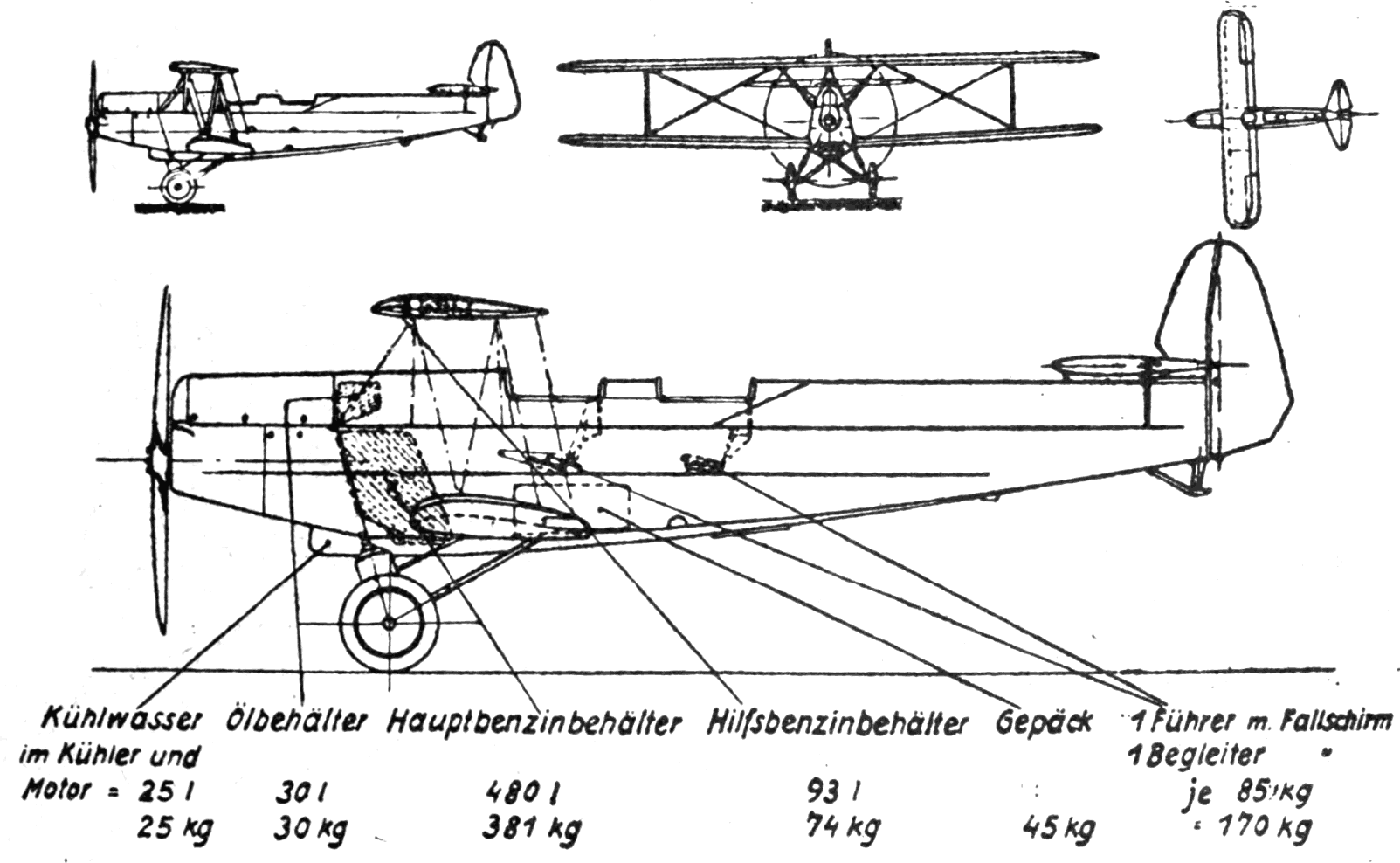
Albatros L 75 desenho do Le Document aéronautique de novembro de 1928

O Albatros L 75 Ass (em alemão: " Ás ") era um avião alemão de treino, biplano e monomotor, da década de 1920. De configuração convencional, acomodava o piloto e o instrutor em cockpits abertos e separados. As asas eram baia única, envergadura igual e ligeiramente cambaleante. A produção continuou depois de a Albatros ter sido absorvida pela Focke-Wulf.

## Variantes
- L 75 - protótipo com motor BMW IVa
- L 75a - versão de produção com motor BMW Va
- L 75b - com motor Junkers L5
- L 75c - motor BMW Va
- L 75d - motor BMW Va
- L 75E - motor BMW Va
- L 75F - motor Junkers L5G
- L 75DSA - motor BMW Va
- L 75DSB - motor Junkers L5